# 拉旺莱圣克洛德 (旧市镇)
拉旺莱圣克洛德（法語：Lavans-lès-Saint-Claude，法語發音：[lavɑ̃ lɛ sɛ̃ klod]，意为“圣克洛德附近的拉旺”）是法国汝拉省的一个旧市镇，属于圣克洛德区。2016年，拉旺莱圣克洛德与市镇蓬图合并为新的拉旺莱圣克洛德。

## 地理
拉旺莱圣克洛德（46°23'10"N, 5°46'56"E）面积11.65 平方千米，位于法国勃艮第-弗朗什-孔泰大區汝拉省，该省份为法国东部内陆省份，北起上索恩省，西北接科多尔省，西临索恩-卢瓦尔省，南至安省，东与杜省和瑞士接壤。
与拉旺莱圣克洛德接壤的市镇（或旧市镇、城区）包括：圣吕皮桑、屈蒂拉、阿维尼翁-莱圣克洛德、圣克洛德、沙萨勒、普拉、维拉尔代里亚、蓬图。
拉旺莱圣克洛德的时区为UTC+01:00、UTC+02:00（夏令时）。

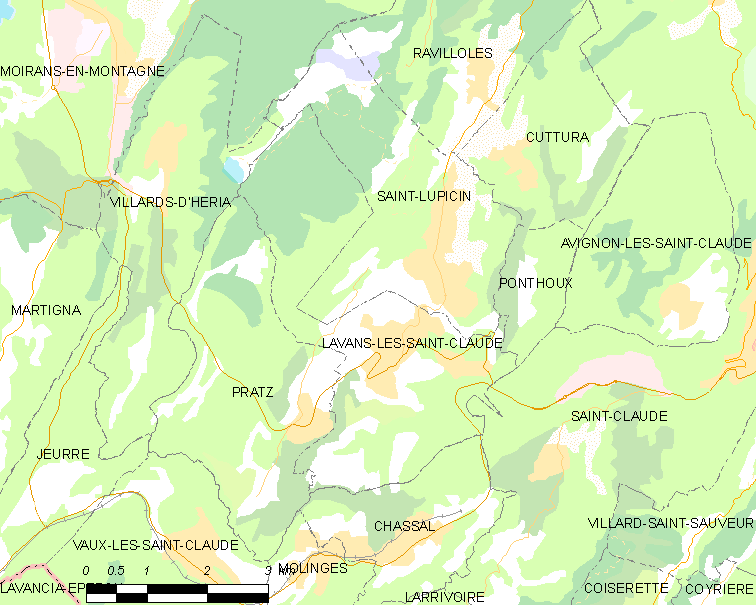
拉旺莱圣克洛德的OSM定位图

## 行政
拉旺莱圣克洛德的邮政编码为39170，INSEE市镇编码为39286。

## 政治
拉旺莱圣克洛德所属的省级选区为科托迪利宗县。

## 人口

1962-2008年间拉旺莱圣克洛德人口变化图示

拉旺莱圣克洛德于2018年1月1日时的人口数量为1790人。